# Abarka
Pour les articles ayant des titres homophones, voir Abarca.
 (juin 2025).
Si vous disposez d'ouvrages ou d'articles de référence ou si vous connaissez des sites web de qualité traitant du thème abordé ici, merci de compléter l'article en donnant les références utiles à sa vérifiabilité et en les liant à la section « Notes et références ».

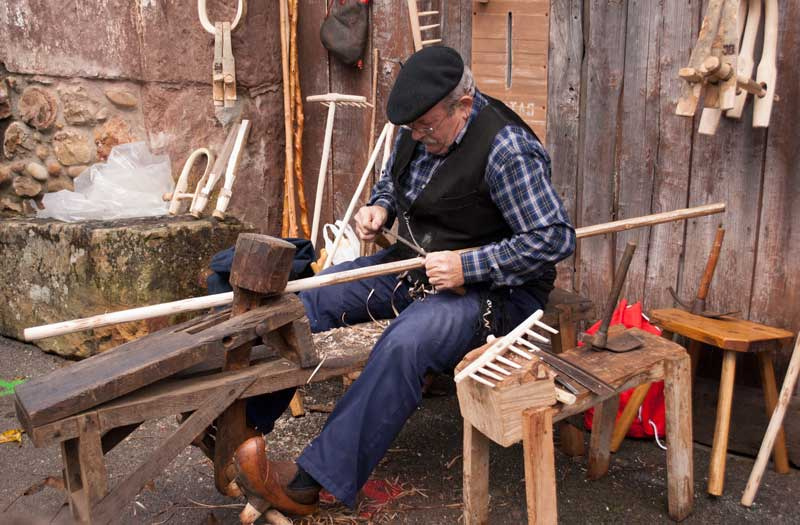
Artisan en Cantabrie fabriquant des abarkak, généralement en châtaignier aulne ou bouleau.

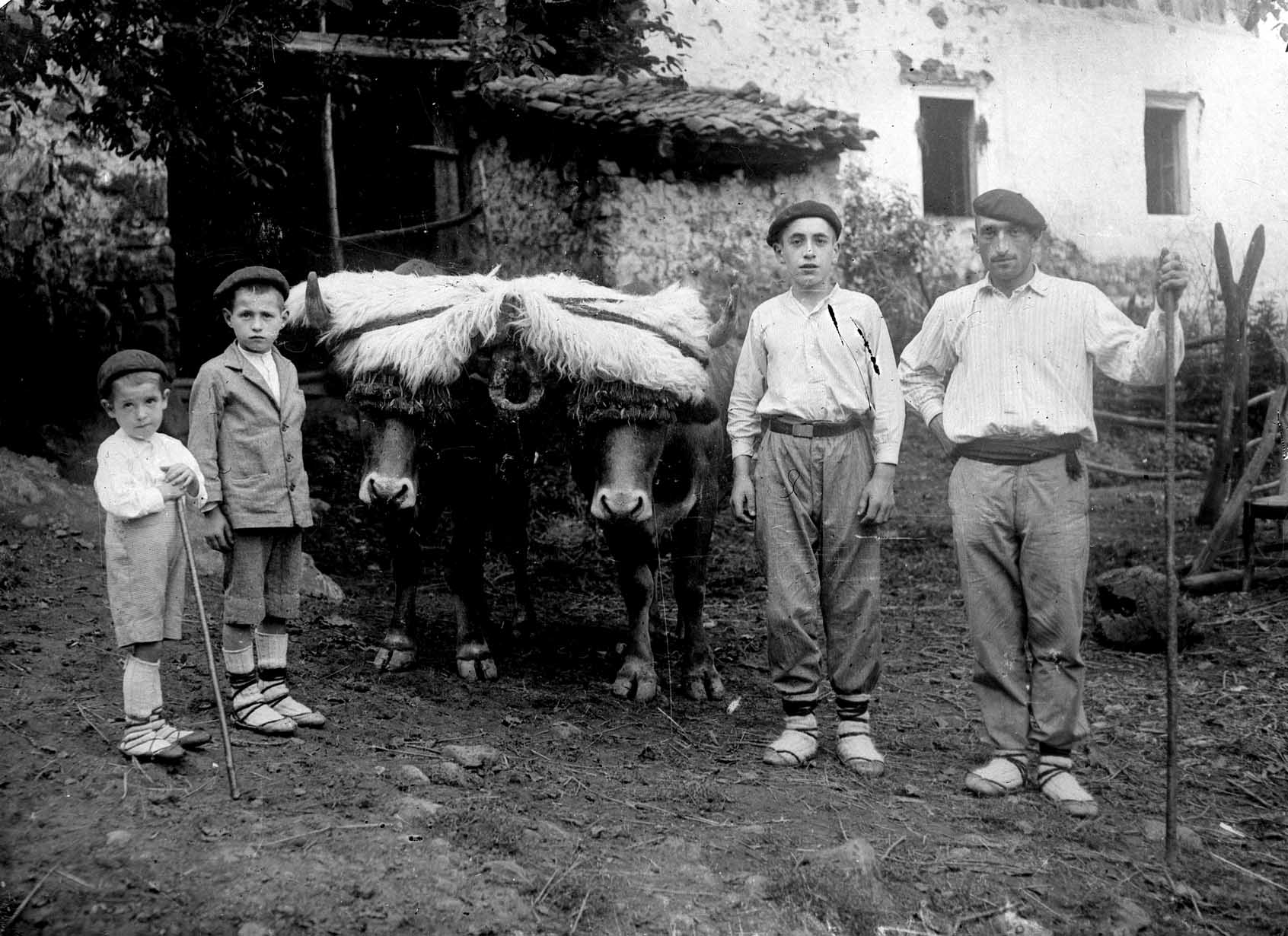
Fermiers basques au Guipuscoa.

L'abarka ou albarca est le soulier souple traditionnel du Pays basque (Euskal-Herria en basque). Elle est constituée d'un chausson réalisé en une seule pièce de cuir que l'on noue par des lacets en laine tressée montant sur les chaussettes. On appelle ainsi d'autres chaussures traditionnelles, toujours liées au monde rural, confectionnées avec d'autres matériaux comme le bois ou, plus récemment, avec du caoutchouc de pneus usagés, de matières plastiques et autres matériaux. Ils se caractérisent en tant que chaussures pratiques, adaptées au milieu, fabriquées par optimisation de ressources et pensés pour le travail quotidien.
Elles ont été supplantées par les espadrilles et par les sandales en caoutchouc pour les activités agricoles, mais restent utilisées pour la danse.
Le nom espagnol de l'espadrille, alpargata, est un dérivé mozarabe al-párğa pl. al-parğāt de abarka.

## Types d'albarcas au Pays Basque nord

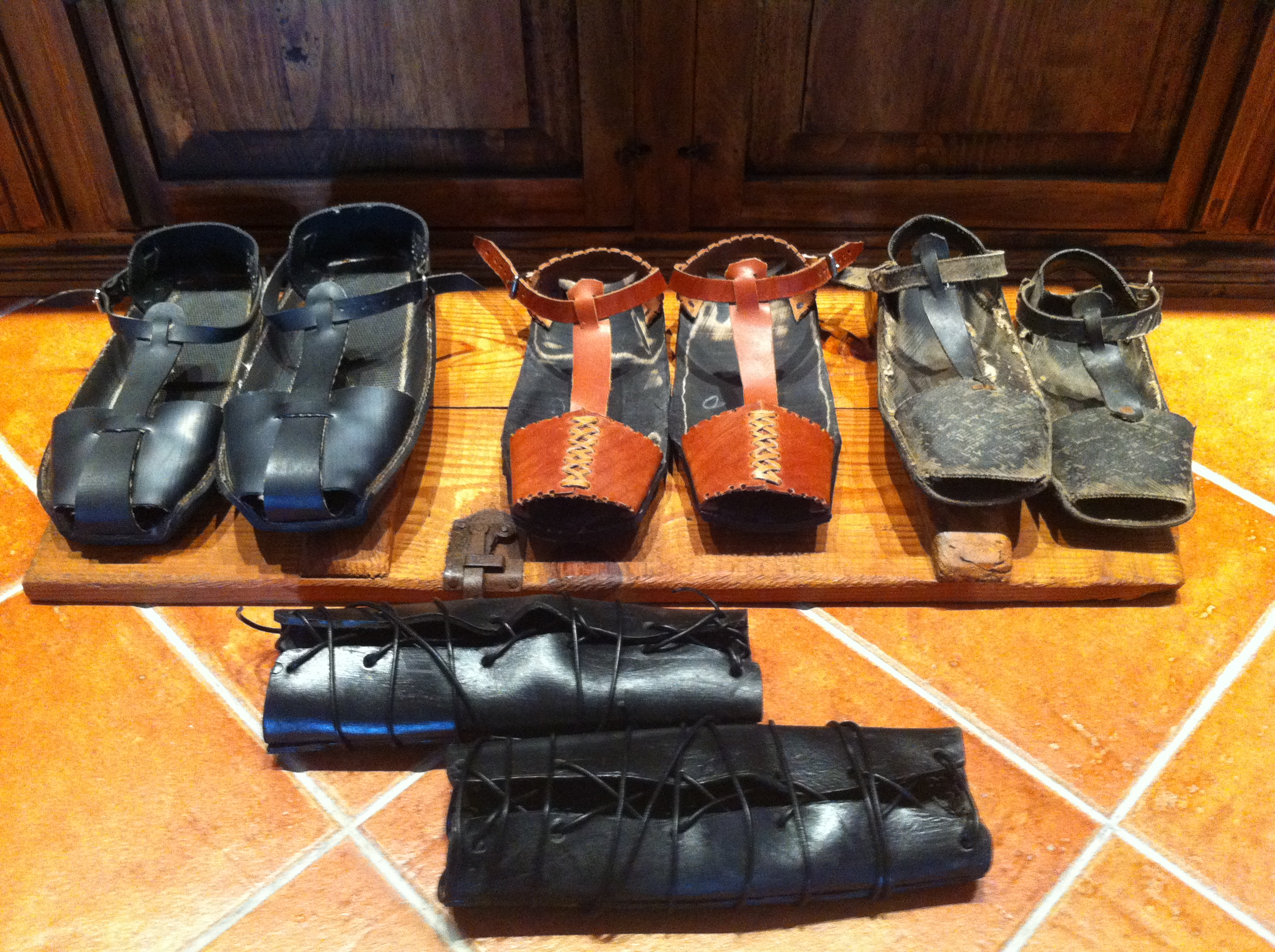
Albarcas dans divers matériaux : caoutchouc, pneu et cuir, pneu. En premier plan : albarcas/calzaderas Pedro Bernardo (Avila) l'Espagne.

## Albarkakde cuir

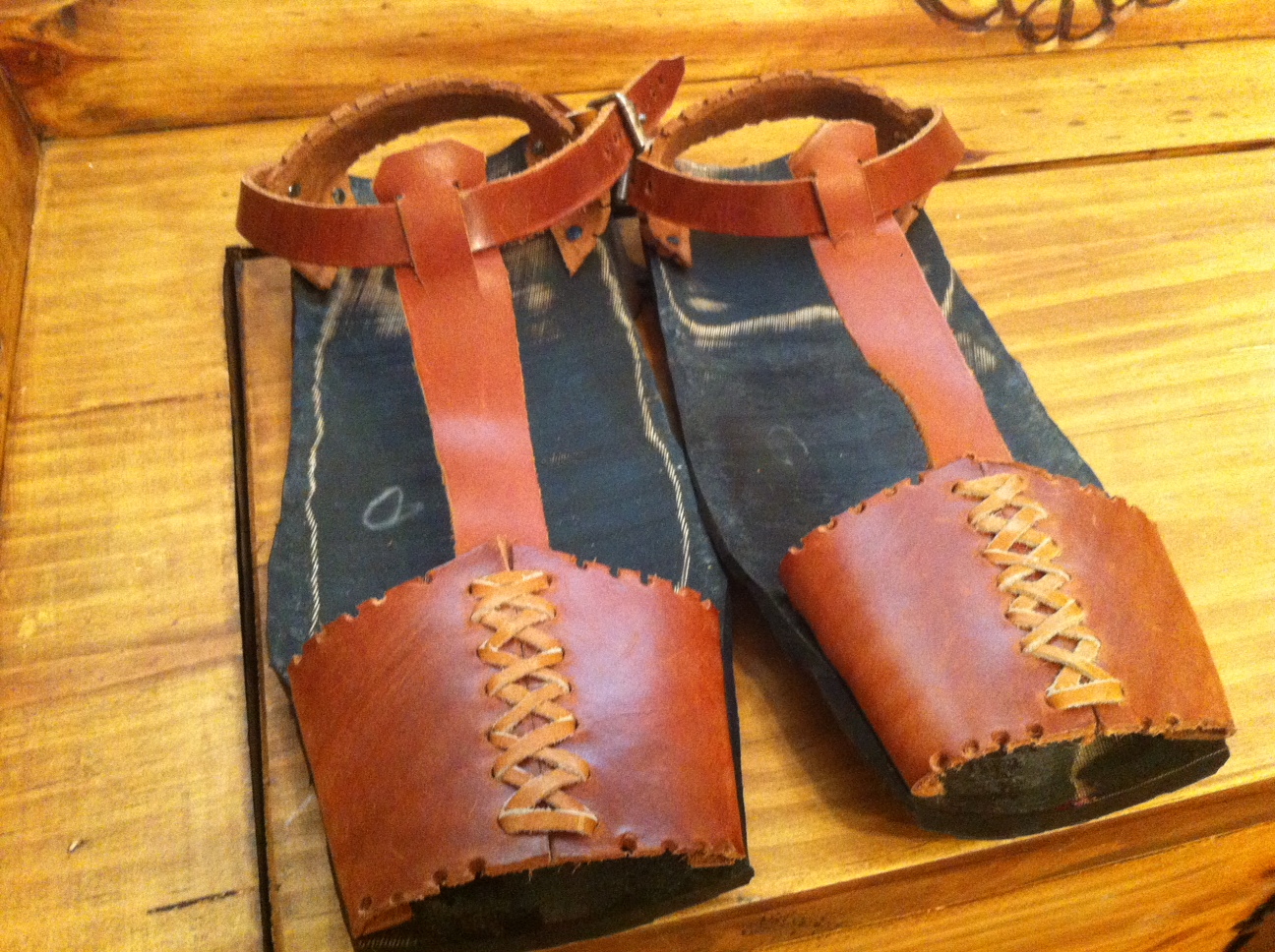
Albarcas fabriquées avec caoutchouc, pneu et cuir de vache, utilisées il y a longtemps par les paysans de Pedro Bernardo (Avila, Espagne).

Au Pays Basque nord, il existe de nombreuses variantes de ce type de chaussures de cuir. On peut dire que l'albarka en cuir est une des plus anciennes formes de chaussures dans la péninsule, dans lesquelles nous trouvons l'abarka minorquine, l'albarka basque, l'albarka castillanne ou la plus primitive et grossière de toutes, la calzaera, très habituelle jusqu'à la généralisation du pneu avec la prolifération des véhicules modernes depuis le début du XXe siècle.
L'albarka minorquine
L'albarka (avarca en minorquin) vient du monde rural de l'île de Minorque. Le terrain de Minorque est très pierreux, raison pour laquelle les travailleurs de la terre avaient besoin de chaussures résistantes et souples. Le matériel utilisé pour l'élaboration de celle-ci est le pneu de caoutchouc qui, quand il n'était plus utile pour les véhicules, servait à l'élaboration des albarcas (abarkak au pluriel en basque). À partir des années 1960, ces chaussures utilisées par des gens des champs ont été transformées en chaussures d'été, tant par les Minorquins que par les touristes qui visitent l'île de Minorque.
Ces chaussures ont été reléguées à des activités folkloriques puisque, depuis le début du siècle[Lequel ?], elle a été remplacée par des albarcas de caoutchouc qui continue à être utilisées par le monde rural pour le travail dans les champs.
La calzaera

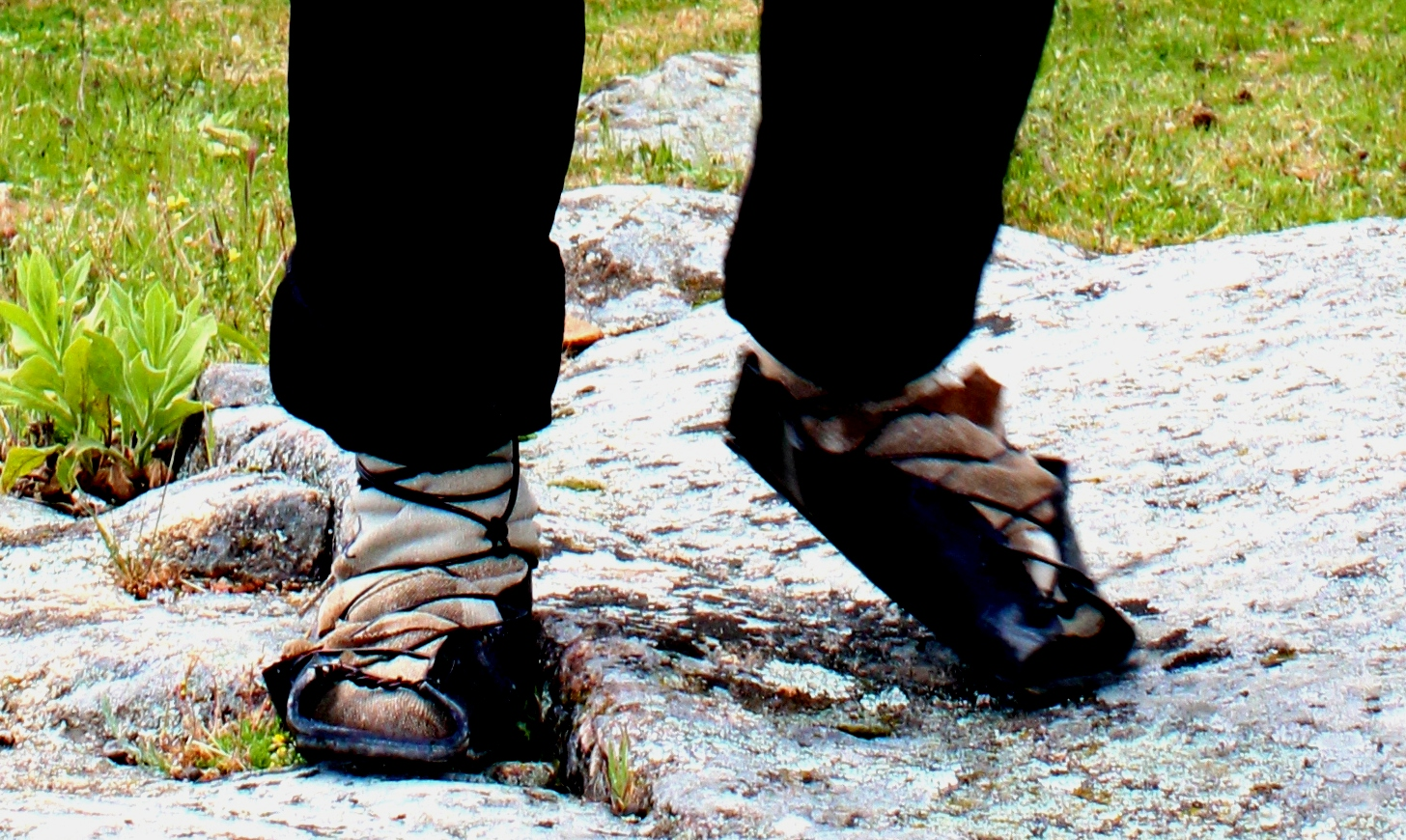
Chaussures typiques des montagnards d'Avila, dans Pedro Bernardo (Avila).

Elle est une des plus anciennes albarcas, primitives et grossières, telles que l'on connaît actuellement. Elles ont été utilisées dans le Système central, depuis la province de Cáceres à la sierra de Guadarrama. Avec une diffusion spéciale dans la province d'Avila, cette chaussure consiste en une pièce rectangulaire de cuir de vache (longtemps brut), avec une série de trous, disposés latéralement du pied, qui étaient attachés en utilisant une languette de cuir, boyau de brebis, chanvre, toile ou encore écorce de torvisquera, dépourvue de zancajo (talon). Cette chaussure était attachée autour du pied en protégeant la plante et les côtés. Le pied était couvert d'une chaussette de laine autour de laquelle on enroulait des bandes de chiffon de quelque 20 cm de large couvrant depuis les orteils jusqu'à la moitié de la cheville. Cette pièce de toile s'appelait patines ou peales et était fixée au pied par les cordes de la sandale, depuis la plante à la cheville. Elles se sont transformées en chaussures très populaires pour les paysans d'Avila. On en trouve encore aujourd'hui dans beaucoup d'anciennes maisons dans la vallée du Tiétar, vallée d'Iruelas et les zones de la sierra d'Avila et de la sierra de Gredos. Dans la vallée d'Amblés, les albarcas étaient réalisées d'une seule pièce et semblables aux sandales, d'un cuir bovin brut, avec les poils à l'extérieur, ou d'un cuir de bovin tanné. On coupe une pièce presque rectangulaire de cuir, de taille légèrement plus grande que le pied et on perce des trous sur les bords. La partie avant, qui est plus large, fixée avec des courroies, couvre les doigts et les protège. On maintient les albarcas avec du fil de laine croisé en diagonale autour du pied.
L'albarca basque
Réalisée en cuir brut, c'est une chaussure plus fermée qui couvre avec une seule pièce la plante, les orteils, les côtés et le talon du pied. Elle a la particularité d'être fermée par une fronce comme une bourse, avec une bande de cuir ou corde de tout autre matériau, qui est aussi entrelacée.